# Zunanji zajedavec
Zunanji zajedavec ali ektoparazit je organizem, ki živi na površini drugega organizma ali gostitelja, na koži ali kožnih strukturah (v ušesih, dlaki) in se hrani s sesanjem gostiteljevih telesnih tekočin - krvjo in tkivnimi tekočinami.
Zunanjemu zajedavcu omogočajo pritrditev na površino telesa gostitelja priseski, okončine s kaveljci, v nekaterih primerih tudi lepljiv izloček. Srkanje hrane je zajedavcu omogočeno z različno grajenimi usti, ki so pogosto oblikovana v bodalo.
Med znanimi skupinami zunanjih zajedavcev so pijavke, uši, bolhe, zajedavske stenice, klopi in tudi glive. Mnogo zunanjih zajedavcev je hkrati tudi gostiteljev notranjih zajedavcev, zato so tudi prenašalci nalezljivih bolezni. Uši so prenašalke bakterije pegavice, nekatere vrste komarjev so prenašalke povzročitelja malarije, klopi prenašajo klopni meningitis, bolhe lahko tudi trakuljo.